# Papestra ingravis
Papestra ingravis är en fjärilsart som beskrevs av Smith 1895. Papestra ingravis ingår i släktet Papestra och familjen nattflyn. Inga underarter finns listade i Catalogue of Life.